# 栗树山贵格会聚会所

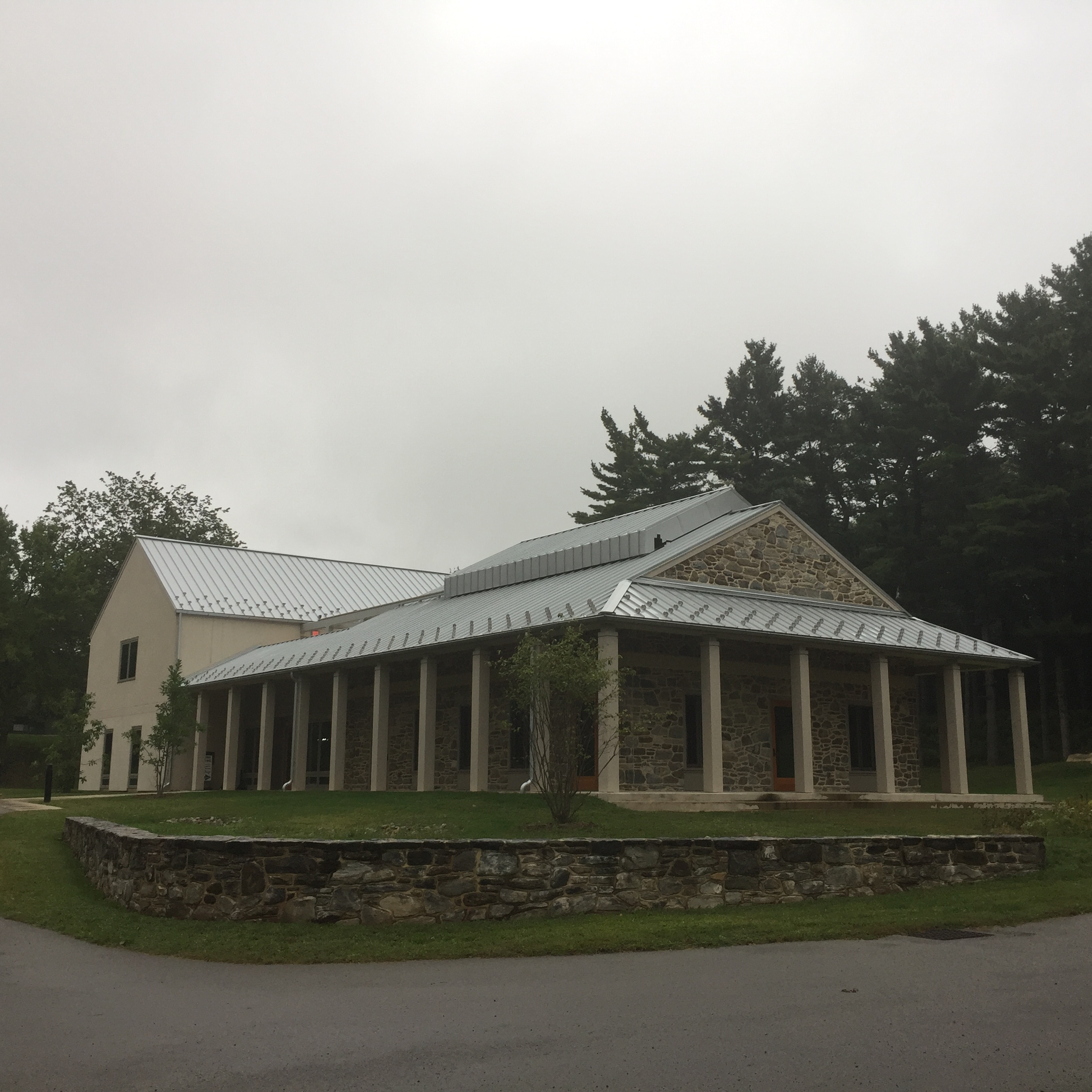
栗树山贵格会聚会所

栗树山贵格会聚会所（Chestnut Hill Friends Meeting）是贵格会的一个活跃的聚会所。
该聚会于1924年11月9日在信徒罗伯特和伊丽莎白·亚纳尔家中开始 。
老聚会所建于1931年，位于宾夕法尼亚州费城的栗树山社区的东美人鱼巷100号，为“牧场风格”，设计强调平等和反等级。
由于老聚会所不敷使用，2012-2013年，栗树山贵格会聚会所迁至东美人鱼巷20号的新聚会所，屋顶有贵格会艺术家詹姆斯·特瑞尔设计的天窗，这是第二个有如此设计的宗教场所。这是80年来费城第一个新建的聚会所。

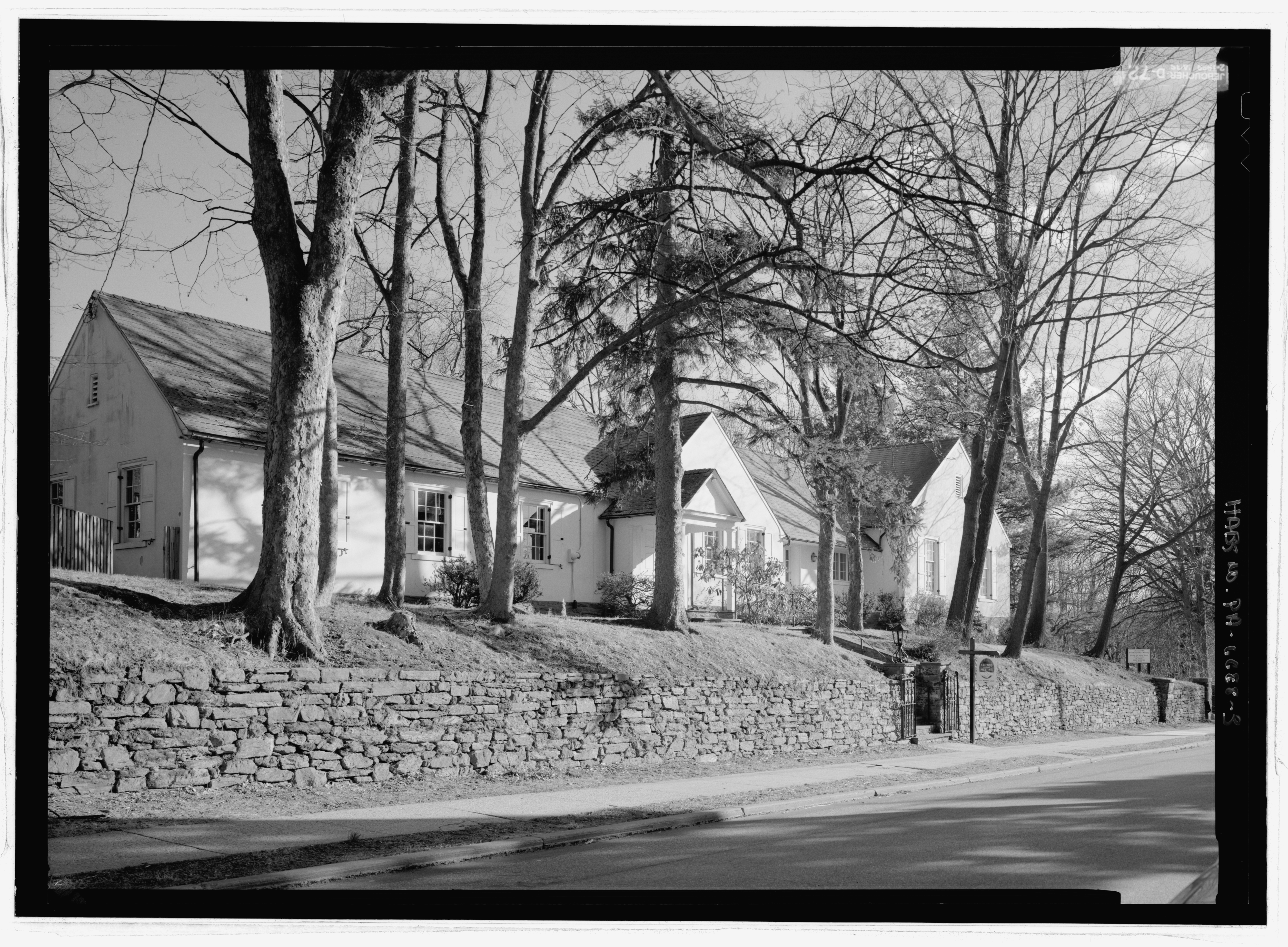

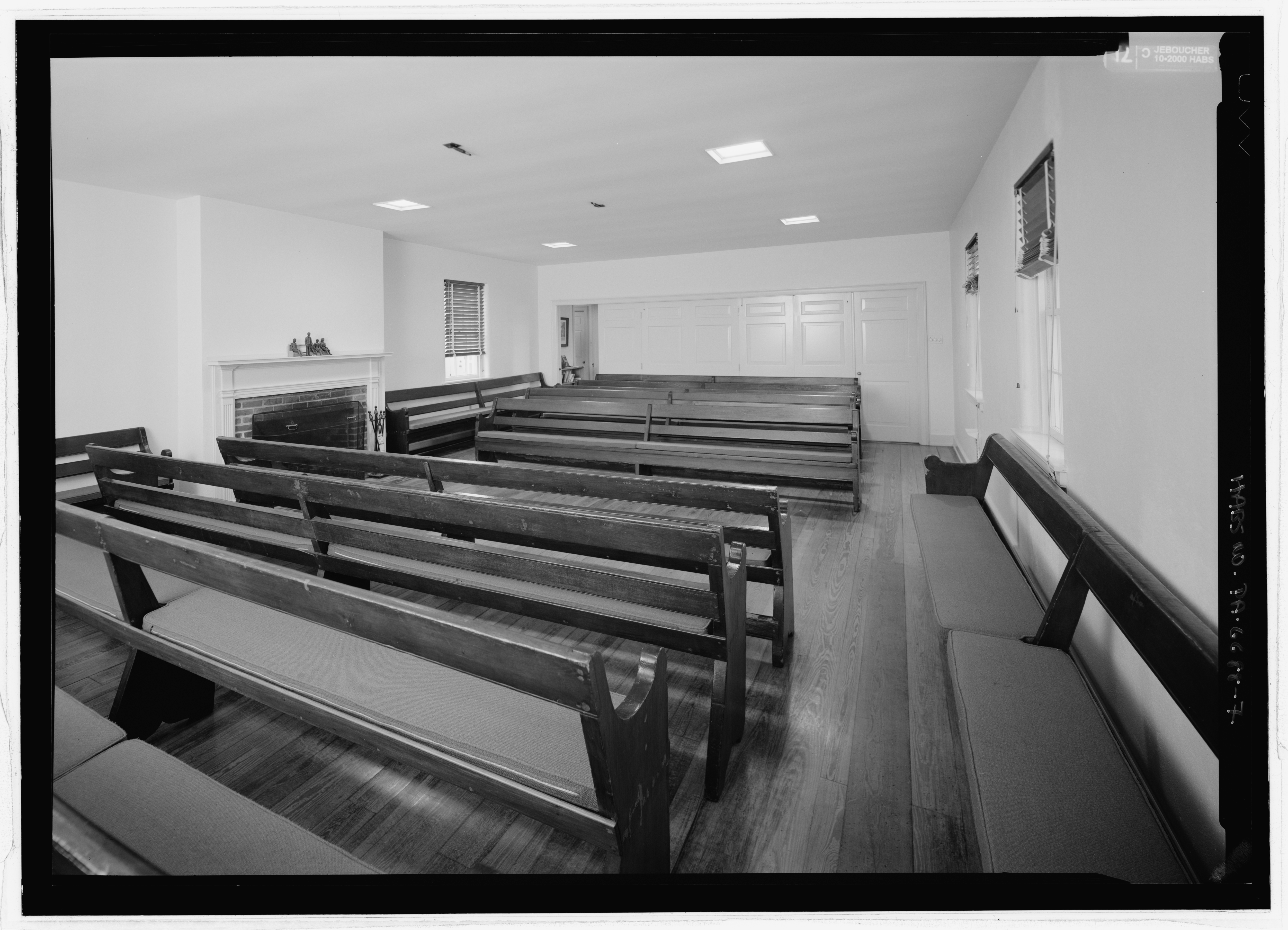

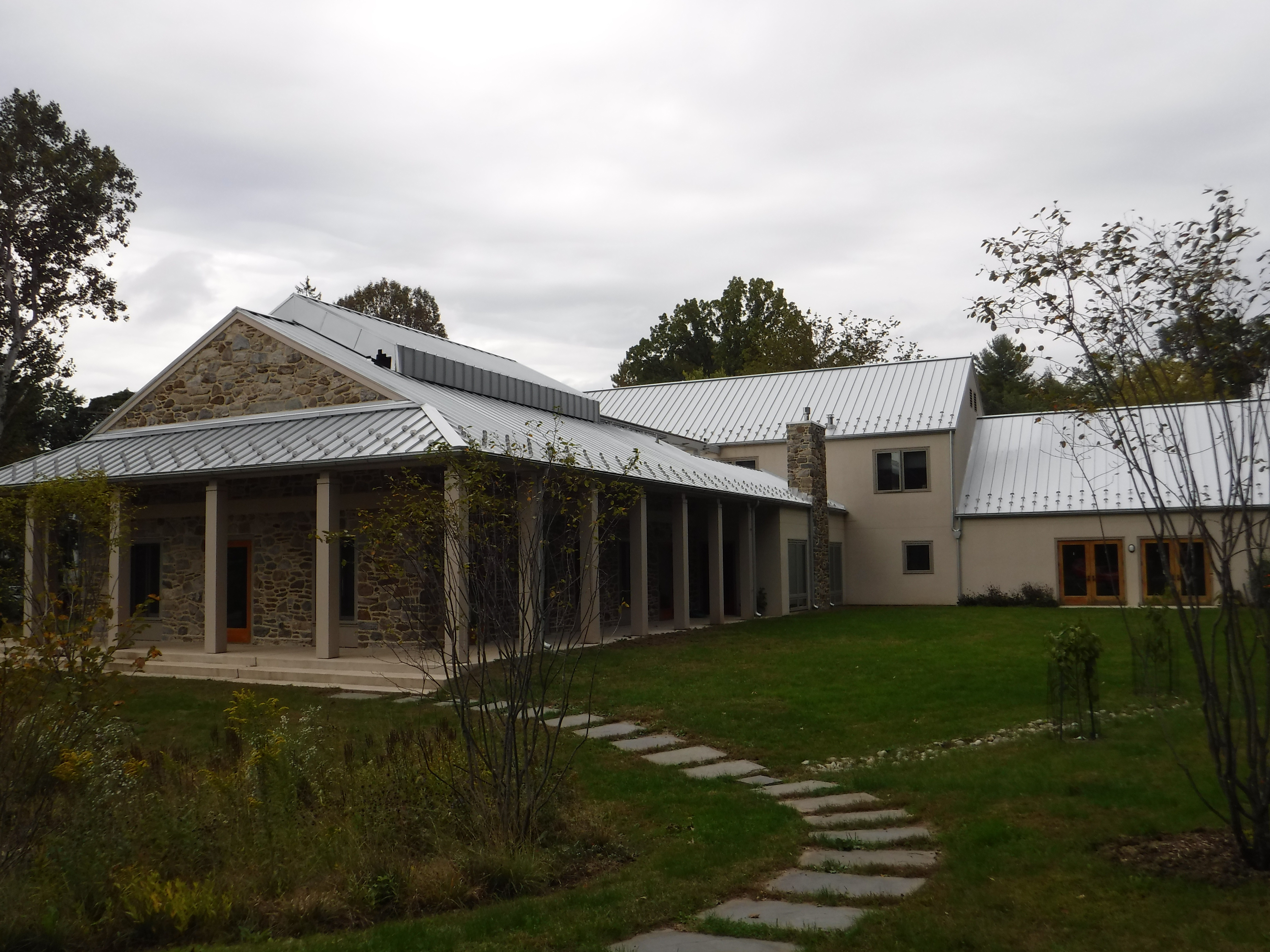

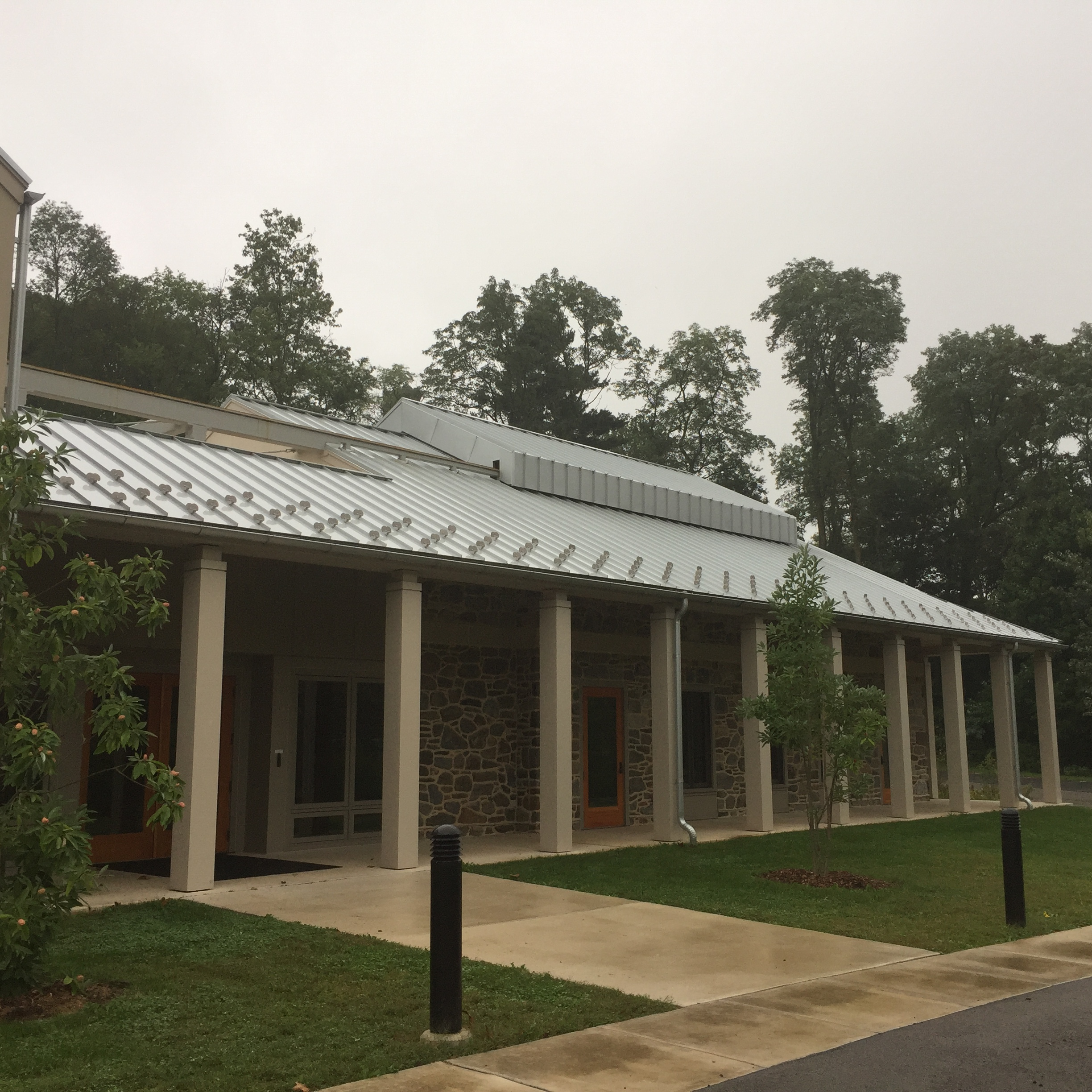